# KBO 리그 관련 기록

## 개인 기록

### 타자 통산 기록
| # | 내용              | 기록     | 선수   | 소속 팀                                     | 기간            | (한국 통산)시즌 수 | 주석 및 기타                                |
|   | 최다 경기 출장    | 2223경기 | 정성훈 | KIA - 현대 - 넥센 - LG - KIA                | 1999년 -        | 20                 |                                             |
|   | 최다 타석         | 8807타석 | 양준혁 | 삼성 - 해태 - LG - 삼성                     | 1993년 - 2010년 | 18                 |                                             |
|   | 최다 타수         | 7727타수 | 박용택 | LG                                          | 2002년 - 2020년 | 19                 |                                             |
|   | 최다 안타         | 2504개   | 박용택 | LG                                          | 2002년 - 2020년 | 19                 | 2024.06.21 손아섭이 통산 2504호 안타로 경신 |
|   | 최다 2루타        | 500개    | 최형우 | 삼성 - KIA                                  | 2002년 -        | 23                 |                                             |
|   | 최다 3루타        | 100개    | 전준호 | 롯데 - 현대 - 우리                          | 1991년 - 2009년 | 19                 |                                             |
|   | 최다 홈런         | 467개    | 이승엽 | 삼성 - 지바 롯데 - 요미우리 - 오릭스 - 삼성 | 1995년 - 2017년 | 15                 | 2024.04.24 최정이 468호 홈런으로 경신       |
|   | 최다 루타수       | 4077루타 | 이승엽 | 삼성 - 지바 롯데 - 요미우리 - 오릭스 - 삼성 | 1995년 - 2017년 | 15                 |                                             |
|   | 최다 볼넷         | 1278개   | 양준혁 | 삼성 - 해태 - LG - 삼성                     | 1993년 - 2010년 | 18                 |                                             |
|   | 최다 몸에 맞는 공 | 222개    | 최정   | SK                                          | 2005년 -        | 11                 |                                             |
|   | 최다 타점         | 1498타점 | 이승엽 | 삼성 - 지바 롯데 - 요미우리 - 오릭스 - 삼성 | 1995년 - 2017년 | 15                 |                                             |
|   | 최다 득점         | 1355득점 | 이승엽 | 삼성 - 지바 롯데 - 요미우리 - 오릭스 - 삼성 | 1995년 - 2017년 | 15                 |                                             |
|   | 최다 도루         | 550도루  | 전준호 | 롯데 - 현대 - 우리                          | 1991년 - 2009년 | 19                 |                                             |

### 투수 통산 기록
| # | 내용                  | 기록      | 선수   | 소속 팀                             | 기간            | (한국 통산)시즌 수 | 주석 및 기타              |
|   | (투수) 최다 경기 출장 | 901경기   | 류택현 | OB - LG                             | 1994년 - 2014년 | 21                 |                           |
|   | 최다 이닝             | 3003이닝  | 송진우 | 한화                                | 1989년 - 2009년 | 21                 |                           |
|   | 최다 승리             | 210승     | 송진우 | 한화                                | 1989년 - 2009년 | 21                 | 163선발승으로 최다 선발승 |
|   | 최다 세이브           | 277세이브 | 오승환 | 삼성 - 한신 - 세인트루이스 - 토론토 | 2005년 -        | 13                 |                           |
|   | 최다 홀드             | 177홀드   | 안지만 | 삼성                                | 2002년 - 2016년 | 15                 |                           |

## 팀 기록
없음